# Ibán Espadas
Ibán Espadas Zubizarreta (Azpeitia, 4 agosto 1978) è un ex calciatore spagnolo, di ruolo attaccante.

## Carriera

### Club
Inizia la sua carriera nelle giovanili dell'Athletic Club di Bilbao. Tra il 1995 e il 1999 gioca nel Bilbao Athletic, squadra filiale della società basca. Nella stagione 1996-1997 viene aggregato in prima squadra dall'allenatore Luis Fernández Toledo ma non esordisce in Primera División.
Nel 1999 passa al Cartagonova, in Segunda División B. Nella stagione 2000-2001 viene acquistato dal Recreativo de Huelva. Con gli andalusi colleziona una presenza in Segunda División, entrando in campo al posto di Rodolfo Bodipo all'84' della prima giornata di campionato contro il Badajoz. Viene ceduto in prestito al Cultural Leonesa, in Segunda B, e segna 8 reti in 34 partite. Nella stagione 2001-2002 torna al Recreativo. Allenato da Luis Lucas Alcaraz, colleziona 5 presenze, di cui una da titolare contro il Badajoz, e ottiene la promozione in massima serie in virtù del terzo posto in campionato.Espadas viene ceduto al Real Saragozza. Nel 2002 segna 10 gol in 23 partite con il Real Saragozza B, in Segunda B. Viene aggregato alla prima squadra, che gioca in Segunda División, dall'allenatore Paco Flores e segna 4 gol in 18 partite. Realizza la prima rete nella seconda serie spagnola l'11 maggio 2003, nella partita pareggiata per 2-2 contro il Numancia. Il 25 maggio mette a segno una doppietta grazie alla quale gli aragonesi vincono per 3-1 contro lo Xerez. Il Real Saragozza arriva al secondo posto in campionato e ottiene la promozione in Primera División. Espadas debutta in Primera División il 14 settembre, alla terza giornata di campionato, entrando in campo al 77' al posto di David Villa in occasione della vittoria per 3-0 alla Romareda contro il Murcia. Gioca la prima partita da titolare il 29 novembre contro il Valencia e viene sostituito da Iñaki Hurtado. In Coppa del Re, ai Trentaduesimi di finale, realizza all'ultimo minuto il gol della vittoria per 2-1 contro il Club Deportivo Mirandés. Grazie al suo gol gli aragonesi evitano l'eliminazione e proseguono il cammino fino alla vittoria in finale contro il Real Madrid.
Nella sessione invernale della stagione 2003-2004 viene ceduto in prestito al Cadice, in Segunda División. Esordisce il 7 febbraio, entrando in campo al posto di Oliverio Jesús Álvarez nel secondo tempo della partita persa per 1-0 contro il Málaga B. Segna il primo gol il 24 aprile, alla 34ª giornata di campionato. Si ripete nella giornata successiva, realizzando il gol del definitivo 3-3 nel finale della partita contro il Salamanca. Il 15 maggio segna una doppietta contro il Las Palmas. Torna a Saragozza a fine stagione e viene ceduto in prestito all'Almería, in Segunda División. Esordisce il 29 agosto, giocando da titolare contro il Celta de Vigo. Conclude la stagione con 37 presenze e cinque reti segnate. Nella stagione 2005-2006 passa a titolo definitivo al Ciudad de Murcia, squadra della Segunda División. Allenato da Abel Resino, conclude la prima stagione con 19 presenze e un gol, segnato nella partita vinta per 1-0 contro il Málaga B alla seconda giornata di campionato. Inizia la stagione successiva con la squadra di Murcia, allenato da José Luis Oltra, ma non colleziona nessuna presenza e viene ceduto all'Orihuela, in Segunda B. Esordisce il 4 febbraio 2007, allenato da Roberto Fernández Bonillo, entrando in campo al posto di Kiko Ratón contro il Valencia B e realizza uno dei cinque gol della sua squadra. Conclude la stagione con 8 reti segnate in 16 partite.
Nel 2009 passa al Pontevedra, altra squadra della Segunda B. Nel 2011, dopo la retrocessione in Tercera, torna all'Orihuela.
Il 16 ottobre 2011, nel campionato di Segunda B, realizza il gol della vittoria nella partita tra l'Orihuela e il Real Saragozza B, sua ex squadra.
Dal 2012 al 2014 milita nell'Arroyo, sempre nel campionato di Segunda B, prima di ritirarsi dal calcio giocato.

### Nazionale
Prende parte al Campionato mondiale di calcio Under-17 del 1995, in Ecuador, con la Nazionale spagnola. Gioca le tre partite della fase a gironi, in cui la Spagna non riesce ad aggiudicarsi il passaggio del turno.
Non viene mai convocato nelle rappresentative maggiori.